# Kasia Moś
Katarzyna "Kasia" Moś, född 3 mars 1987 i Ruda Śląska, uppvuxen i Bytom, är en polsk sångerska och låtskrivare. Hon var med i den tredje säsongen av det polska tv-musikprogrammet Must Be the Music år 2012, där hon slutade på en tredjeplats. Hon representerade Polen i Eurovision Song Contest 2017 i Kiev med låten "Flashlight".